# Harald Gimpel
Harald Gimpel, född den 6 september 1951 i Wallendorf, Tyskland, är en östtysk kanotist.
Han tog OS-brons i K-1 i slalom i samband med de olympiska kanottävlingarna 1972 i München.